# Sunipia angustipetala
Sunipia angustipetala är en orkidéart som beskrevs av Gunnar Seidenfaden. Sunipia angustipetala ingår i släktet Sunipia och familjen orkidéer. Inga underarter finns listade i Catalogue of Life.